# Учейкіно
Уче́йкіно (рос. Учейкино, марій. Учимсола) — присілок у складі Волзького району Марій Ел, Росія. Входить до складу Пет'яльського сільського поселення.

## Населення
Населення — 291 особа (2010; 318 у 2002).
Національний склад (станом на 2002 рік):
- марі — 99 %